# Kurt Stepancik
Kurt Stepancik (* 27. Dezember 1922 in Wien; † 2. Juli 2003 in Mödling, Niederösterreich) war ein österreichischer Politiker (SPÖ).

## Leben
Kurt Stepancik wuchs in Mödling heran, wo er von 1928 bis 1932 die Volksschule, und im Anschluss daran, bis 1936, die Hauptschule absolvierte. 1936 ging er als Schüler an die Lehrerbildungsanstalt in Wien, die er bis 1941 absolvierte. 1941 musste auch Stepancik Militärdienst in der Wehrmacht verrichten, und geriet 1945 in Ostfriesland kurzzeitig in alliierte Kriegsgefangenschaft.
1946, kurz nach seiner Rückkehr nach Österreich, wurde Stepancik Lehrer an der Volksschule in der Marktgemeinde Achau. 1947 wurde er interimistischer Schuldirektor und 1952, nach einer offiziellen Ausschreibung, ordentlicher Direktor. Stepancik blieb danach bis 1983 Leiter der Achauer Volksschule. 1973 wurde ihm der Titel Oberschulrat verliehen.
1954 kandidierte Stepancik mit Erfolg für das Amt des Bürgermeisters von Achau. Er war in dieser Funktion 29 Jahre lang, bis 1983 tätig. Bereits im März 1982 wurde Stepancik in Wien als Mitglied des Bundesrats vereidigt. Als Bundesrat war er weitere fünf Jahre lang, bis November 1987, aktiv.

## Auszeichnungen
- Goldenes Ehrenzeichen für Verdienste um das Bundesland Niederösterreich
- Silbernes Ehrenzeichen für Verdienste um das Bundesland Niederösterreich

Auch trägt heute der Kurt-Stepancik-Platz in Achau den Namen des Politikers.